# Crna Trava
Crna Trava (en serbe cyrillique : Црна Трава) est une localité et une municipalité de Serbie situées dans le district de Jablanica. Au recensement de 2011, la localité comptait 452 habitants et la municipalité dont elle est le centre 1 661.
Crna Trava est officiellement classée parmi les villages de Serbie.

## Géographie

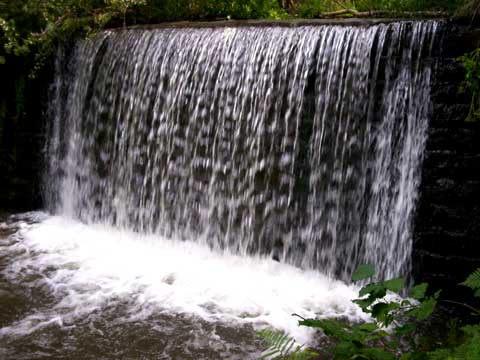
La Vlasina près de Crna Trava

Crna Trava se trouve au sud-est de la Serbie, le long de la frontière avec la Bulgarie. La rivière Vlasina, qui traverse la localité, donne également son nom à la région de la Vlasina où elle est située. Le territoire de la municipalité est essentiellement montagneux, avec une altitude comprise entre 346 et 1 721 m. Crna Trava est entourée par les monts Ostrozub (1 546 m) au nord, Čemernik (1 638 m) à l'ouest et au sud et Gramada (1 721 m) à l'est. Le lac Vlasina est situé à 10 km au sud de la localité.
La municipalité est entourée par celles de Vlasotince au nord-ouest, Babušnica au nord-est, Surdulica au sud, Vladičin Han au sud-ouest et Leskovac à l'ouest. À l'est, elle est bordée par la Bulgarie.

## Histoire
En serbe, Crna Trava signifie « l'herbe noire ». Selon la légende, ce nom remonte à la bataille de Kosovo Polje qui eut lieu en 1389. Une armée serbe, composée d’archers et de cavaliers en route pour la bataille, décida de faire halte dans un pré. Mais les fleurs et l’herbe ayant des vertus dormitives, les soldats ne se réveillèrent pas à temps pour participer au combat. Ils maudirent l’herbe en lui donnant le qualificatif de « noire ».

## Localités de la municipalité de Crna Trava

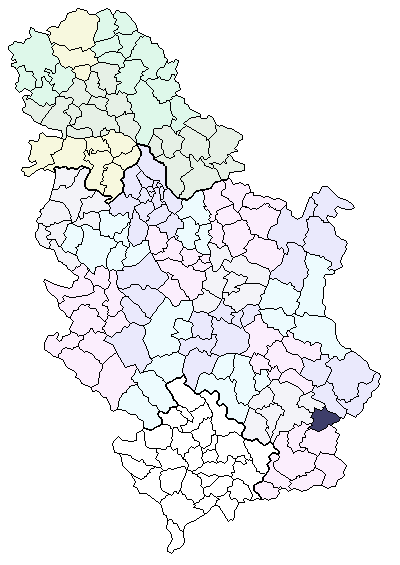
Localisation de la municipalité de Crna Trava en Serbie

La municipalité de Crna Trava compte 25 localités :
| - Bajinci - Bankovci - Bistrica - Brod - Vus - Gornje Gare - Gradska - Darkovce - Dobro Polje - Zlatance - Jabukovik - Jovanovce - Kalna | - Krivi Del - Krstićevo - Mlačište - Obradovce - Ostrozub - Pavličina - Preslap - Rajčetine - Ruplje - Sastav Reka - Crna Trava - Čuka |

Toutes les localités, y compris Crna Trava, sont officiellement classées parmi les « villages » (село/selo) de Serbie.

## Démographie
Crna Trava, comme le reste de la région de la Vlasina, se caractérise par une forte dépopulation, principalement pour des raisons économiques.

### Localité

#### Évolution historique de la population dans la localité
| 1948  | 1953  | 1961  | 1971  | 1981 | 1991 | 2002 | 2011 |
| ----- | ----- | ----- | ----- | ---- | ---- | ---- | ---- |
| 2 051 | 1 860 | 1 639 | 1 276 | 873  | 688  | 563  | 452  |

### Municipalité

#### Évolution historique de la population dans la municipalité
| 1953   | 1961   | 1971  | 1981  | 1991  | 2002  | 2011  |
| ------ | ------ | ----- | ----- | ----- | ----- | ----- |
| 13 748 | 12 513 | 9 672 | 6 366 | 3 778 | 2 563 | 1 661 |

## Politique
À la suite des élections locales serbes de 2008, les 18 sièges de l'assemblée municipale de Crna Trava se répartissaient de la manière suivante :
| Parti                                                                         | Sièges |
| ----------------------------------------------------------------------------- | ------ |
| Mouvement Force de la Serbie - Parti démocratique de Serbie - Nouvelle Serbie | 12     |
| Parti radical serbe                                                           | 3      |
| G17 Plus                                                                      | 2      |
| Pour une Serbie européenne                                                    | 1      |

Slavoljub Blagojević, membre du Mouvement Force de la Serbie (PSS) dirigé par Bogoljub Karić, a été réélu président (maire) de la municipalité ; il était à la tête d'une coalition politique constituée du PSS, du Parti démocratique de Serbie de l'ancien premier ministre Vojislav Koštunica et du parti Nouvelle Serbie.